# Музей Гревен
Музей Гревен — парижский музей восковых фигур на бульваре Монмартр, который был открыт 5 июня 1882 года.

## История
В 1881 году Артюр Мейер решает создать для своей газеты «Le Gaulois» (Le Gaulois) музей восковых фигур по примеру существовавшего уже более века музея Мадам Тюссо. Он обращается к скульптору, карикатуристу и театральному костюмеру Альфреду Гревену с предложением сделать для музея скульптуры популярных персонажей эпохи, людей, о которых пишет его газета.

## Коллекция
В коллекции музея находится около 450 восковых фигур знаменитых людей или вымышленных персонажей. Большая часть экспозиции представлена в виде сцен, изображающих ключевые моменты истории Франции:
- смерть Роланда
- убийство герцога Гиза
- Людовик XIV в Версале
- Поле золотой парчи
- убийство Марата
- инаугурация Суэцкого канала

В музее, в частности, представлены:
- Селин Дион
- Нольве́нн Леруа́
- Майкл Джексон
- Шарль Азнавур
- Элтон Джон
- Луи Армстронг
- Рэй Чарльз
- Джими Хендрикс
- Лучано Паваротти
- Моцарт
- Фил Коллинз
- Серж Генсбур
- Мирей Матьё
- Элвис Пресли
- Мстислав Ростропович
- Роберто Бениньи
- Брижит Бардо
- Изабель Аджани
- Жан Рено
- Роми Шнайдер
- Жерар Депардьё
- Чарли Чаплин
- Луи де Фюнес
- Мэрилин Монро
- Тьерри Лермитт
- Фабрис Лукини
- Шарукх Кхан
- Генерал де Голль
- Наполеон
- Франциск I
- Людовик XIV
- Жанна д’Арк
- Марат
- Тони Блэр
- Джордж Буш
- Жак Ширак
- Иоанн Павел II
- Владимир Путин (до 04.03.2022)
- Николя Саркози
- Луи Блерио
- Наоми Кемпбелл
- Михаэль Шумахер
- Альберт Эйнштейн
- Зинедин Зидан
- Жан-Поль Сартр
- Эрнест Хемингуэй
- Виктор Гюго
- Амели Нотомб
- Пабло Пикассо
- Ренуар
- Леонардо да Винчи
- Микеланджело
- Бенвенуто Челлини
- Человек-паук
- Лара Крофт
- Обеликс
- Роберто Аланья

В марте 2022 года музей изъял фигуру президента РФ Владимира Путина, это было связано с вторжением России на территорию Украины. 

### Филиал в Ле-Аль
Филиал музея открыт на 1-м подземном этаже коммерческого центра «Форум Ле-Аль» в квартале Ле-Аль. Тема филиала — «прекрасная эпоха».

### Дворец миражей
Гигантский калейдоскоп шоу: от дворцов 1001 ночи до непроходимых джунглей.

## Практическая информация
Вход в музей находится в IX-м округе Парижа. Адрес музея: 10, Boulevard Montmartre — 75009 Paris. Ближайшая станция метро — Grands Boulevards.
Время работы: каждый день 10:00 — 18:30, по выходным — до 19:00.